# Isabelle Fijalkowski
Isabelle Fijalkowski, po mężu Tournebize (ur. 23 maja 1972 w Clermont-Ferrand) – francuska koszykarka, polskiego pochodzenia, występująca na pozycji środkowej, po zakończeniu kariery zawodniczej trenerka koszykarska.
W barwach reprezentacji Francji zdobyła rekordowe 2562 punkty.

## Osiągnięcia
Na podstawie, o ile nie zaznaczono inaczej.

### NCAA
- Uczestniczka rozgrywek Elite Eight turnieju NCAA (1995)
- Mistrzyni:
  - turnieju konferencji Big 8 (1995)
  - sezonu regularnego Big 8 (1995)

### Drużynowe
- Mistrzyni:
  - Euroligi (1997, 2002)
  - Francji (1992, 1996, 1997, 2001, 2002)
  - Włoch (1998, 1999)
  - turnieju Federacji Francuskiej (1996, 2001, 2002 – Tournoi de la Fédération)
- Wicemistrzyni Euroligi (1999, 2001)
- 3. miejsce w Eurolidze (1998)
- 4. miejsce w Eurolidze (1996)
- Zdobywczyni Pucharu Francji (2001, 2002)

### Indywidualne
- Najlepsza zawodniczka Europy (1997)
- MVP:
  - krajowa sezonu regularnego ligi francuskiej (1997)
  - finałów mistrzostw:
    - Francji (1997)
    - Włoch (1999)

  - młodzieżowych mistrzostw Francji (1992)
- Uczestniczka meczu gwiazd francuskiej ligi LFB (2000, 2001)[4]
- Laureatka WNBA Peak Performers Award (1998 w kategorii skuteczności rzutów z gry)
- Liderka WNBA w skuteczności rzutów z gry (1998)

### Reprezentacja
- Mistrzyni Europy (2001)
- Wicemistrzyni:
  - Europy (1993, 1999)
  - igrzysk śródziemnomorskich (1991)
  - igrzysk dobrej woli (1994)
- Uczestniczka:
  - mistrzostw:
    - mistrzostw świata (1994 – 9. miejsce)
    - Europy:
      - 1993, 1995 – 11. miejsce, 1999, 2001
      - U–16 (1989)
      - U–18 (1990)

  - igrzysk:
    - olimpijskich (2000 – 5. miejsce)
    - śródziemnomorskich (1991, 1993)
- Liderka Eurobasketu w skuteczności rzutów z gry (1995 – 54%)[5]

### Trenerskie
- Wicemistrzyni Europy U–18 (2015 jako asystentka)